# Viladecans
Viladecans es una ciudad de la comarca del Bajo Llobregat, en la provincia de Barcelona (España). Se encuentra en el área metropolitana de Barcelona. Es una ciudad que ha experimentado un crecimiento demográfico muy importante en las últimas décadas debido a su cercanía a Barcelona, lo que ha dado lugar a que en el siglo XXI se hayan superado los 65 000 habitantes. A pesar de ser una ciudad joven en algunos sentidos, Viladecans conserva un gran patrimonio histórico-artístico:
- Casa de la Vila: de la familia Modolell, edificio modernista de estilo neogótico de 1882.
- Casa de Pilar Moragues: de Josep Puig i Cadafalch, edificio modernista de estilo modernista.
- Torre del Baró: mansión medieval de señores feudales del siglo XII.
- Torre Roja: mansión feudal medieval fortificada con torre medieval del siglo XIII.
- Edificios religiosos: ermita de Sales (anterior al siglo X), iglesia de Santa María de Sales y parroquia de San Juan.

## Historia
De la historia de Viladecans anterior al siglo X se sabe bien poco, recientemente en los trabajos de construcción de una balsa en la riera de Sant Lloreç, en el recinto de Can Guardiola, se ha descubierto un yacimiento arqueológico de grandes mamíferos tales como mamuts, rinocerontes y entre los que se han encontrado herramientas manufacturadas de sílex de entre 20 000 y 100 000 años, lo que evidencia que este lugar estaba habitado en esa época.
En cuanto a la villa actual se sospecha que su origen puede estar en una villa agrícola romana del siglo I, situada en el lugar donde se encuentra en la actualidad la ermita de Sales, exceptuando algunos restos prerromanos en la montaña de San Ramón.

### SiglosX-XVII

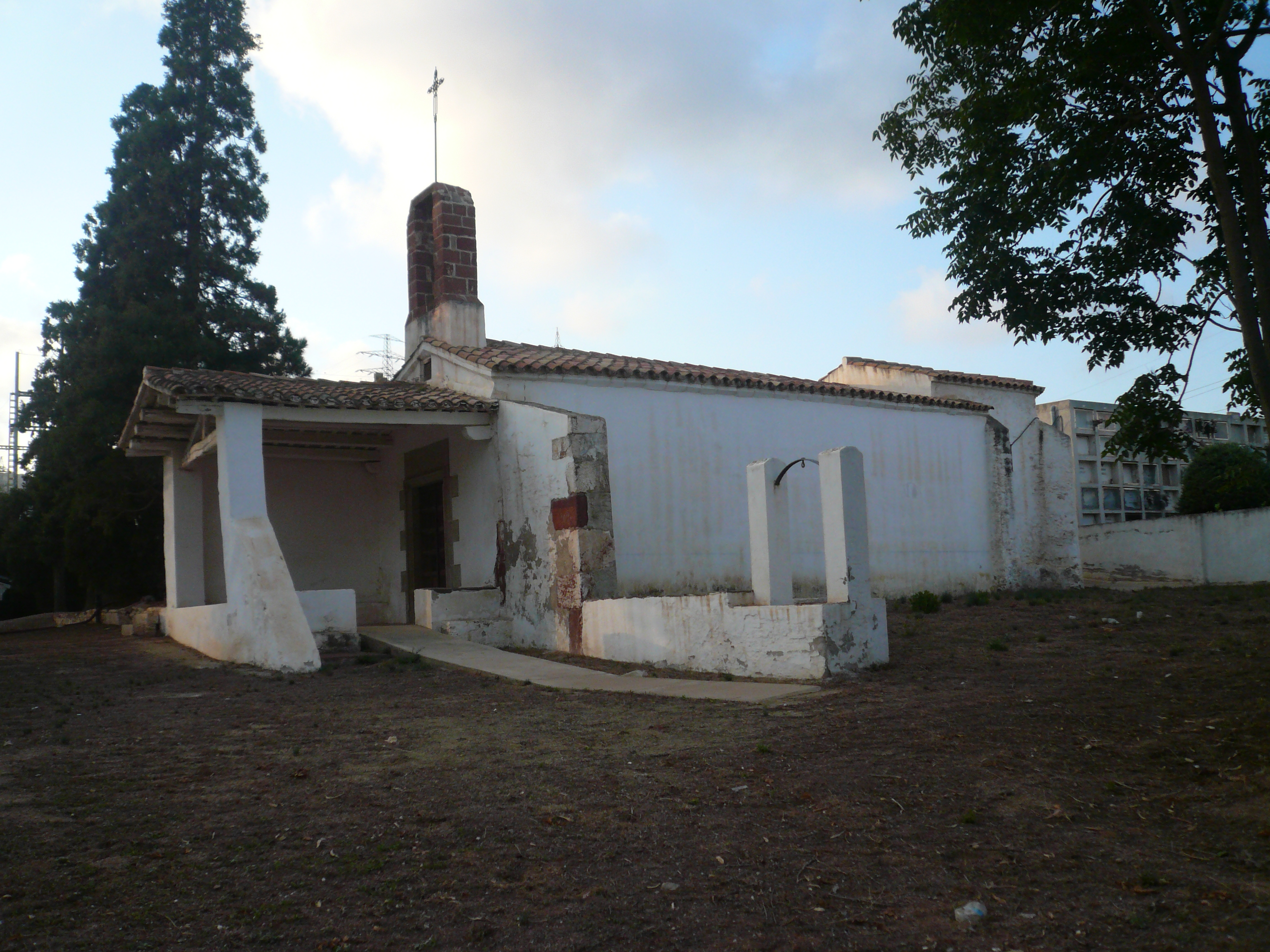
Ermita de Sales (anterior al)

El mismo topónimo Viladecans es difícil de datar. Hacia el año 1000 se refiere la existencia de un lugar llamado Canis Vallis que parece coincidir con el que más tarde se denominará la Villa de Canibus, dependiente eclesiásticamente de San Clemente de Llobregat, y que posteriormente se llamará Lugar de San Juan de Viladecans. En 1010 estas tierras eran propiedad del Monasterio de San Cugat del Vallés.
La capilla románica de Sales se documenta en 1143. En 1148, bajo la denominación Villa de Canes, reunía una pequeña agrupación de casas que el conde de Barcelona, Ramón Berenguer IV, hipotecó al Obispo de Barcelona para pagar los gastos de la conquista de Tortosa. Durante el reinado de Jaime I de Aragón, en el siglo XIII, el pueblo pasó por las manos de diferentes señores, de entre ellos Gil Garcés II de Azagra, en 1258, pero no fue hasta el 1 de abril de 1265 cuando se hizo la donación definitiva a favor de Guillem Burgues y sus descendientes, los Burgues-Santcliment. Los pueblos de Gavá y Viladecans pasaron a ser propiedad de la familia Burgues y después Burgues-Santcliment, que los poseyó durante tres siglos. En 1562 Enric de Agullana vendió el lugar de Viladecans y la Torre Burguesa a Hug Joan Fivaller de Palou, señor de la Baronía de lo Eramprunyà. En 1652, el señorío de Viladecans pasó a poder de los Barones de San Vicente dels Horts y en pleno siglo XVII, el señor de Viladecans, Miquel de Torrelles, tenía en el Remolar, en las marinas, una casa y un fortín con dos piezas de artillería, como símbolo del poder feudal dominante todavía en la zona del delta de poniente del río Llobregat.

### SigloXVIII

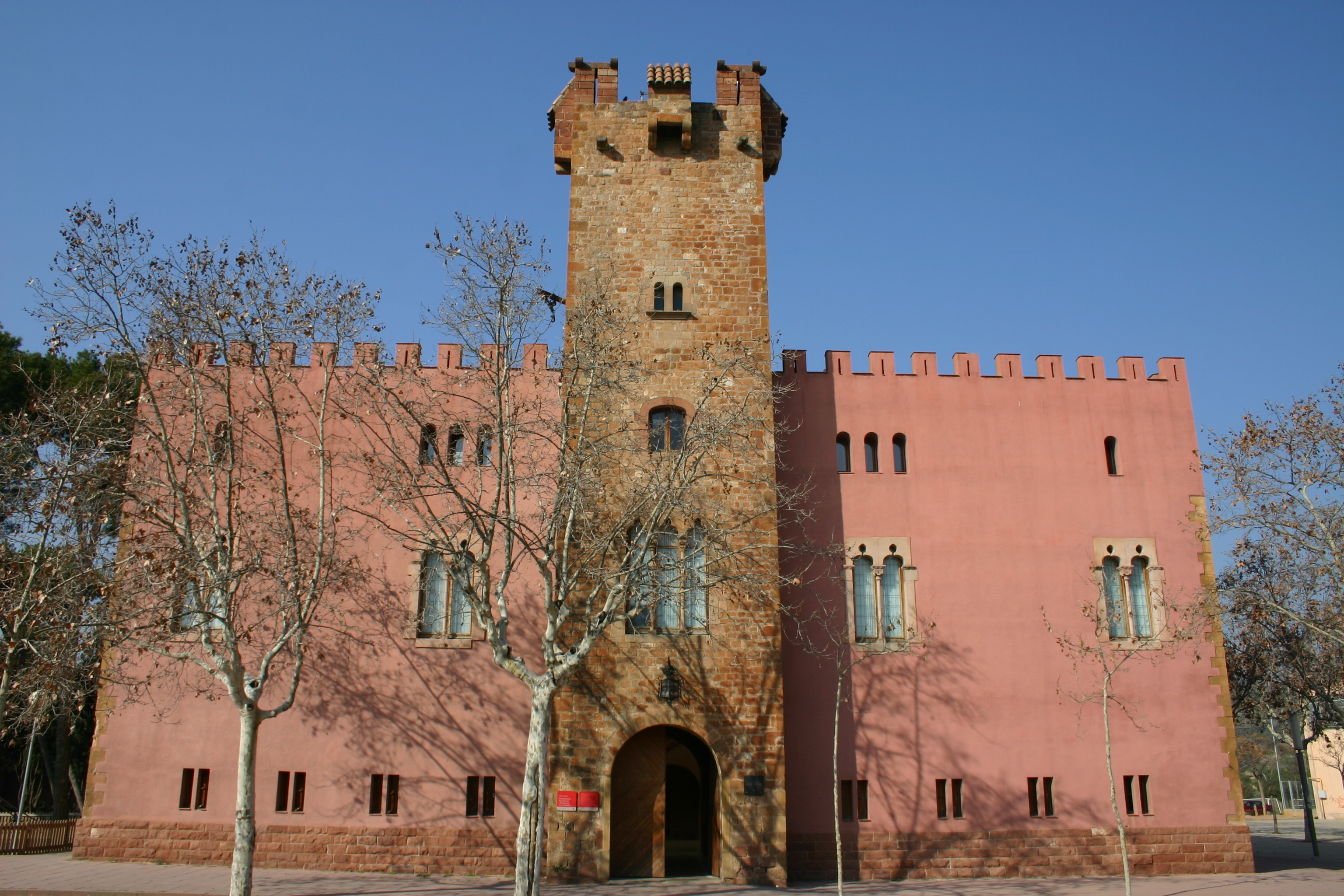
Torre Roja

En el siglo XVIII se produjo la independencia parroquial. Si históricamente Vila de Canes había dependido de la parroquia de San Clemente de Llobregat, a partir de 1746 formará parroquia única: será la parroquia del Lugar de San Juan de Villa de Canes. Pese a que la organización municipal existía con anterioridad, no se conoce la fecha concreta de su comienzo, pero sí que en los siglos XVI-XVII existía la Universidad del Pueblo, compuesta por el alcalde y dos concejales (regidors).

### SigloXIX
Durante el siglo XIX se llevó a cabo la colonización del delta del Llobregat: tal como también se hizo en el pueblo vecino de Gavá, se cultivaron nuevas tierras, anteriormente yermas. De estas nuevas roturaciones surgieron topónimos que indicaban la insalubridad de la zona: las Filipinas, las Àfriques. Estas palabras denotaban la existencia de enfermedades como el paludismo y las fiebres tifoideas, que perduraron hasta principios del siglo XX.

### SigloXXy actualidad

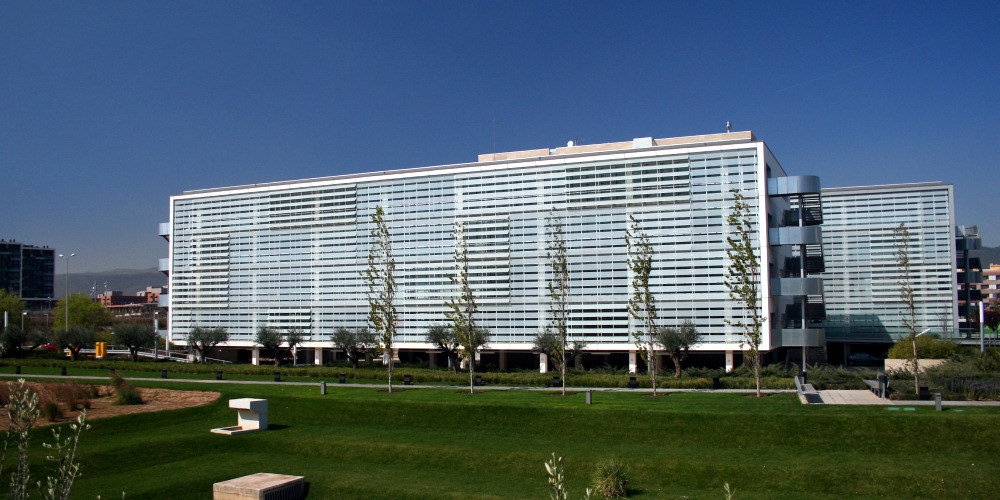
Viladecans Business Park

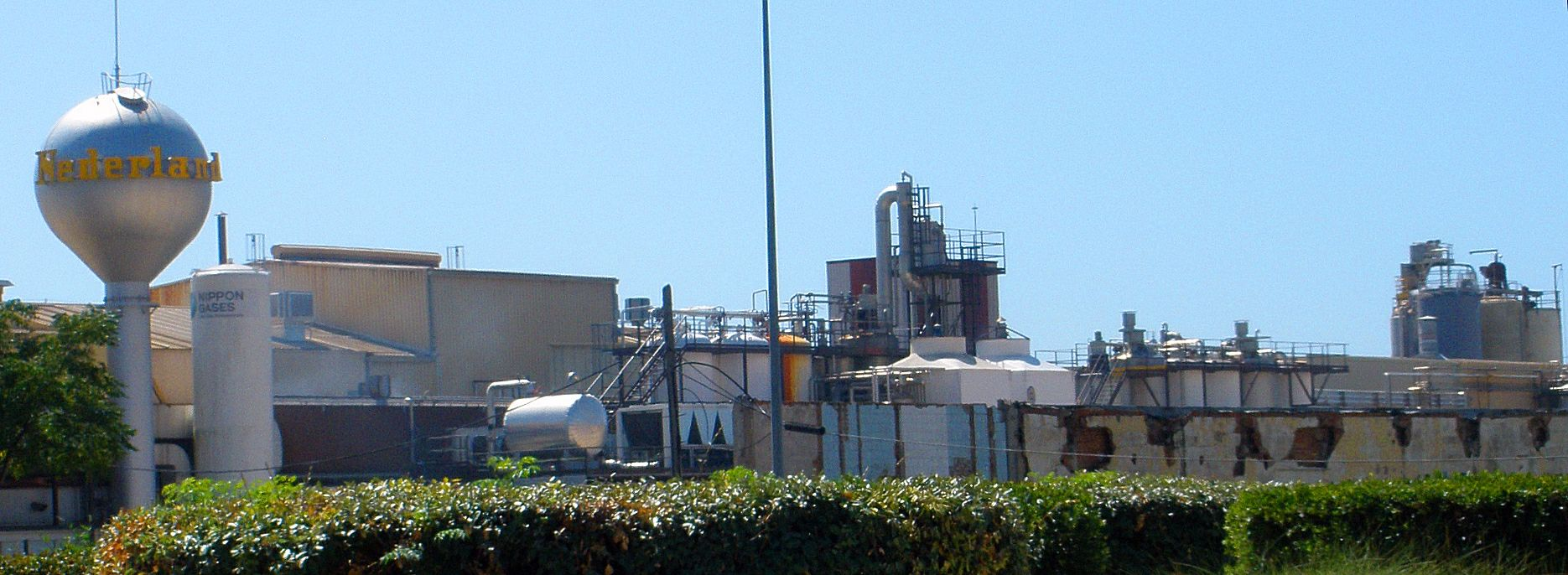
Planta agro-industrial Nederland S.A.

En el siglo XX, la característica principal de Viladecans ha sido su explosivo crecimiento demográfico, así como la transformación de las actividades económicas. De ser un pueblo básicamente agrícola ha pasado a ser una ciudad fundamentalmente industria y moderna, gracias en parte a la iniciativa del Ayuntamiento con proyectos como el despliegue de fibra óptica y el centro de negocios Viladecans Business Park. Esta dependencia agrícola junto con el establecimiento de importantes fábricas, hizo de Viladecans uno de los primeros lugares donde se concentraron los inmigrantes de toda España y del Norte de África, principalmente de Marruecos. Se prevé un gran crecimiento de esta localidad en los próximos años. Actualmente, uno de los barrios con mayor modificación y crecimiento es el barrio de Sales, sobre todo en el perímetro del mismo, dirección estación del tren. El pasado 23 de abril de 2009 se inauguró el centro comercial Vilamarina de dos plantas, que cuenta con grandes marcas del sector textil (Inditex, C&A, H y M,...), Mercadona, Tous,... y varios restaurantes. En las inmediaciones de este centro comercial, el 27 de octubre de 2016, se inauguró The Style Outlets. Otra gran superficie, pero a diferencia que la anterior, es abierta y, con 55 tiendas en su fase inicial, ofrece descuentos durante todo el año, principalmente en moda y accesorios. Está previsto hacer, en frente de la estación de Renfe, un parque aeroespacial así como la llegada del Metro a Viladecans, no antes de 2020.

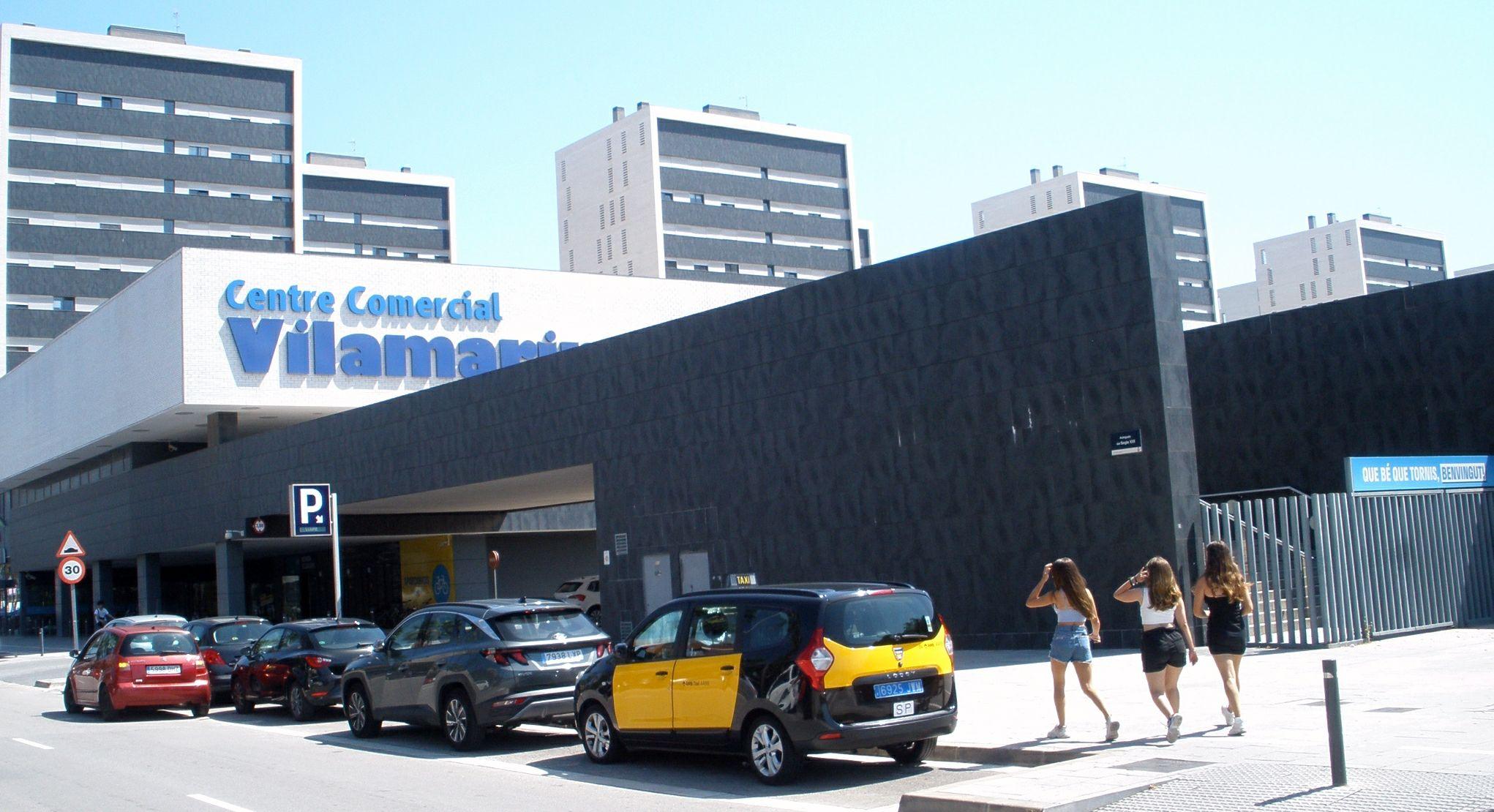
Centro Comercial Vilamarina, inaugurado en 2009

La transformación sufrida por el pequeño pueblo rural que era el Viladecans de comienzo del siglo XX se comprenderá bastante bien con las cifras estadísticas que hacen referencia a la evolución de la población. La industrialización es tardía: no se desarrolla hasta bien entrado el siglo XX. Los hechos más importantes son: el establecimiento en Gavá, en 1920, de la factoría Roca-Radiadores, que pronto se amplió hacia terrenos de Viladecans; y la instalación en 1925 de la fábrica de Levadura Prensada, S.A.. Actualmente predominan la metalurgia, la alimentación, la química y también las industrias relacionadas con el transporte y la construcción.

## Geografía

Localización de Viladecans respecto al Bajo Llobregat

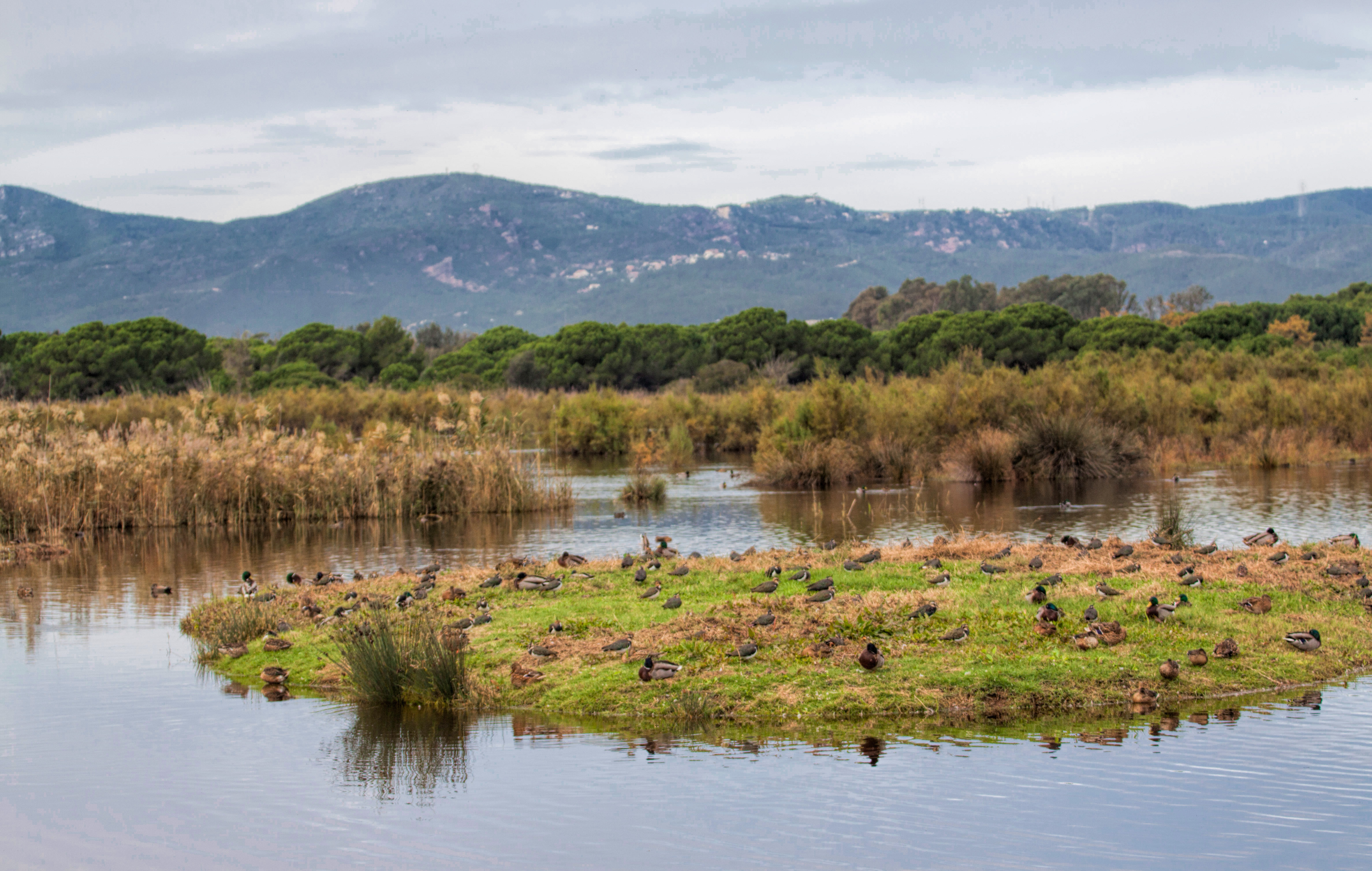
Espacio natural del Remolar-Filipinas

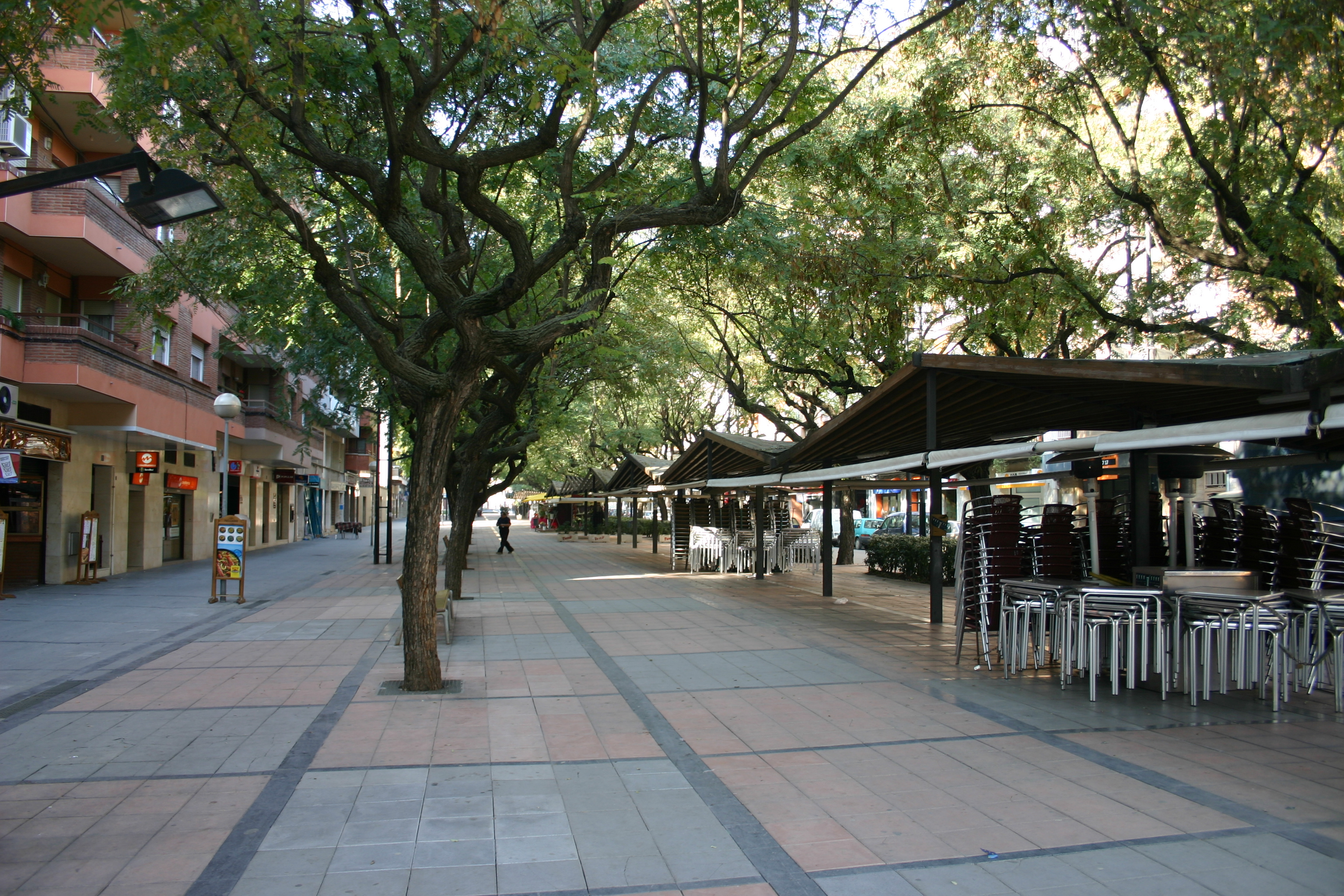
Rambla de Modolell

### Comunicaciones
Viladecans históricamente siempre ha sido deficitaria en medios de transporte, últimamente se está mejorando en este aspecto. La primera mejora se realizó en la década de los noventa con la construcción de una estación de Renfe, en las cercanías de la ciudad. Al principio, bastante alejada del núcleo urbano. En la actualidad, se ha urbanizado y modificado sustancialmente, la carretera que conecta la zona agrícola con la ciudad, estando la estación de Renfe ahora mucho más accesible, dando la sensación de estar más integrada en la ciudad. Paulatinamente se ha ido mejorando la red de autobuses interurbanos que conectan las poblaciones cercanas exceptuando el aeropuerto (gran asignatura pendiente) y la ciudad de El Prat de Llobregat. Y por último se ha creado una red de autobuses urbanos para facilitar la movilidad interna de la ciudadanía pero con algunas carencias pues no cubren todas las necesidades porque no llegan a algunas zonas de la ciudad ni pasan por la zona industrial. A pesar de todas estas mejoras las continuas retenciones, sobre todo en la autopista C-32 evidencian que no solo en Viladecans sino en toda la zona del Bajo Llobregat Sur, las comunicaciones son insuficientes y además de mejorarse se viene reclamando desde la ciudadanía de la población y las poblaciones cercanas la construcción de líneas de Metro y Ferrocarriles de la Generalidad de Cataluña para paliar estas carencias.

#### Transporte público
Autobús
- Líneas urbanas:
  - VB1 y VB2.

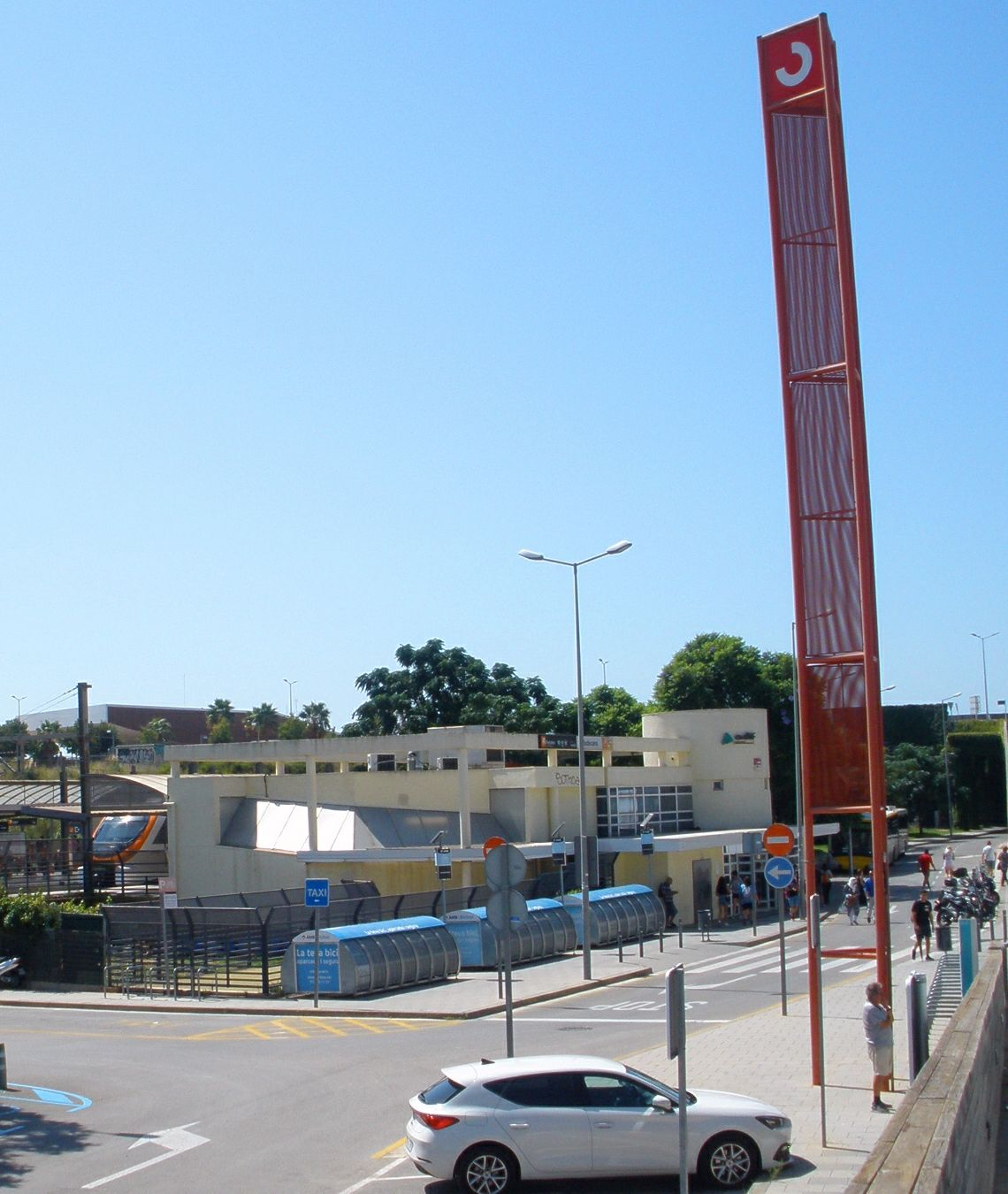
Estación de tren

  - VB4: funciona los meses de julio y agosto haciendo el recorrido desde la ciudad hasta las diferentes playas del municipio.
- Líneas interurbanas diurnas:
  - Plaza España (Barcelona): L80, L86, X80 y X86
  - Plaza Cataluña (Barcelona): L94 y L95 (hacen parada en el sur del municipio en la C-31).
  - Diagonal-María Cristina (Barcelona): L97 y X34.
  - Aeropuerto T1: L99.
  - Gavá: L80, L82, L85, L94, L95, L96, L97, L99, 902 y M5.
  - Castelldefels: L94, L95, L96, L97, L99 y M5.
  - San Baudilio de Llobregat: L82, L85, L86, L96 y M5.
  - San Clemente de Llobregat: L88.
  - Esplugas de Llobregat: L85.
  - Cornellá de Llobregat: L82, L85 y M5.
  - Hospitalet de Llobregat: L80, L82, L85 y L86.
  - El Prat de Llobregat: L80 y L86.
  - Begas: 902.
- Líneas interurbanas nocturnas:
  - Castelldefels-Barcelona: N14 y N16.
  - Castelldefels-El Prat de Llobregat: N99.

Tren
- Estación de Viladecans: R2 y R2 sur.

#### Transporte privado
Se puede acceder desde las salidas Viladecans sud i Viladecans nord de la autopista C-32. También desde la autovía C-31 en la salida Remolar-Filipinas y siguiendo el Camino del Mar en dirección centro ciudad. Además, hay una carretera comarcal que atraviesa el centro de la ciudad: la C-245. Desde Sant Climent de Llobregat se puede acceder por la carretera BV-2003.

## Símbolos

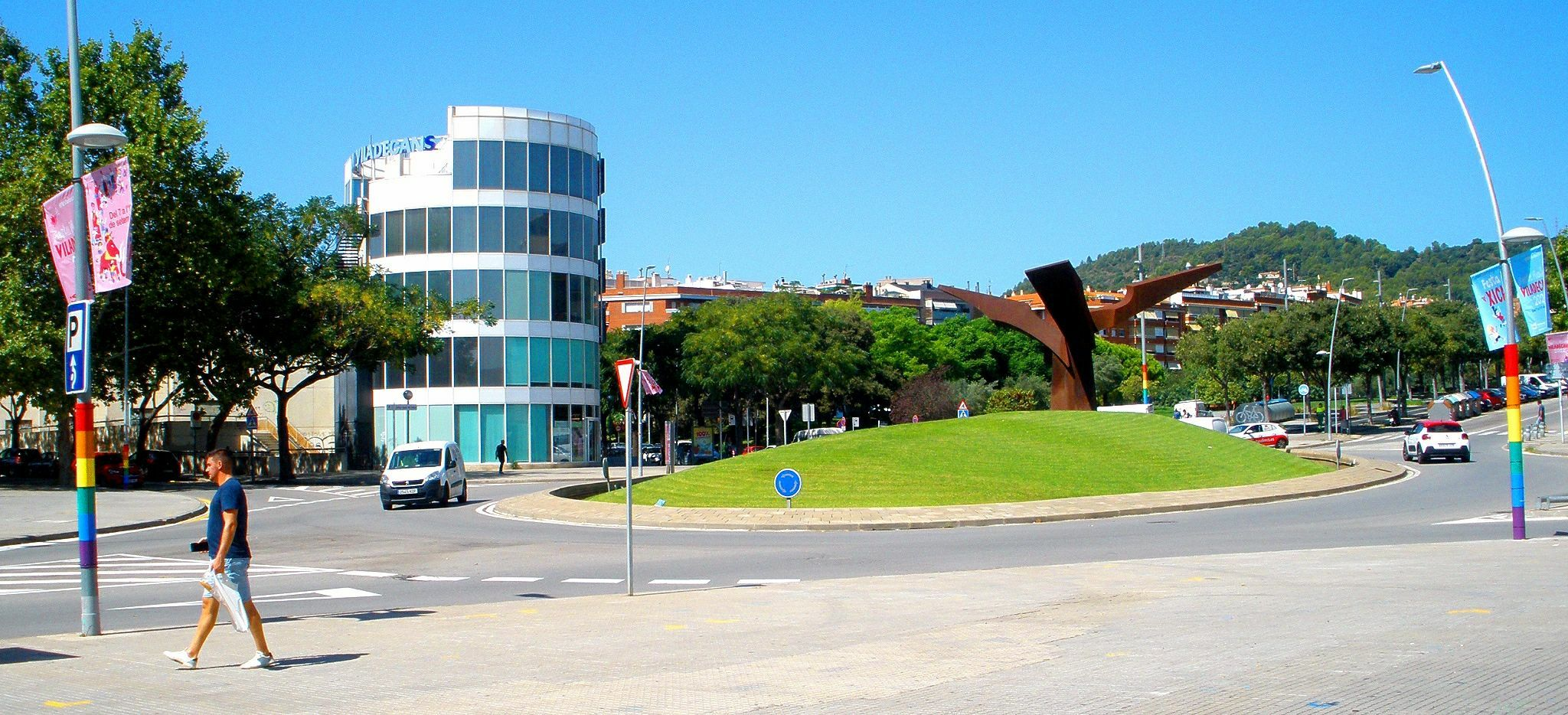
Plaza de la Sardana

### Escudo
El escudo de Viladecans se define por el siguiente blasón:

Escudo embaldosado: de sinople, un agnus Dei de argén contornado y reguardando, nimbado de oro portando la banderola de gules con una cruz plena de argén y el asta cruzada de oro. Por timbre, una corona mural de ciudad.

Fue aprobado el 27 de junio de 1994. El agnus Dei, o cordero de Pascua, es el atributo de san Juan Bautista, el patrón de la ciudad.

### Bandera
La bandera de Viladecans tiene la siguiente descripción:

Bandera de proporciones 2:3, verde, con el cantón rojo de altura y largura la mitad de las del paño, cargado de una cruz llena blanca de grueso 1/12 de la altura del mismo paño.

## Demografía

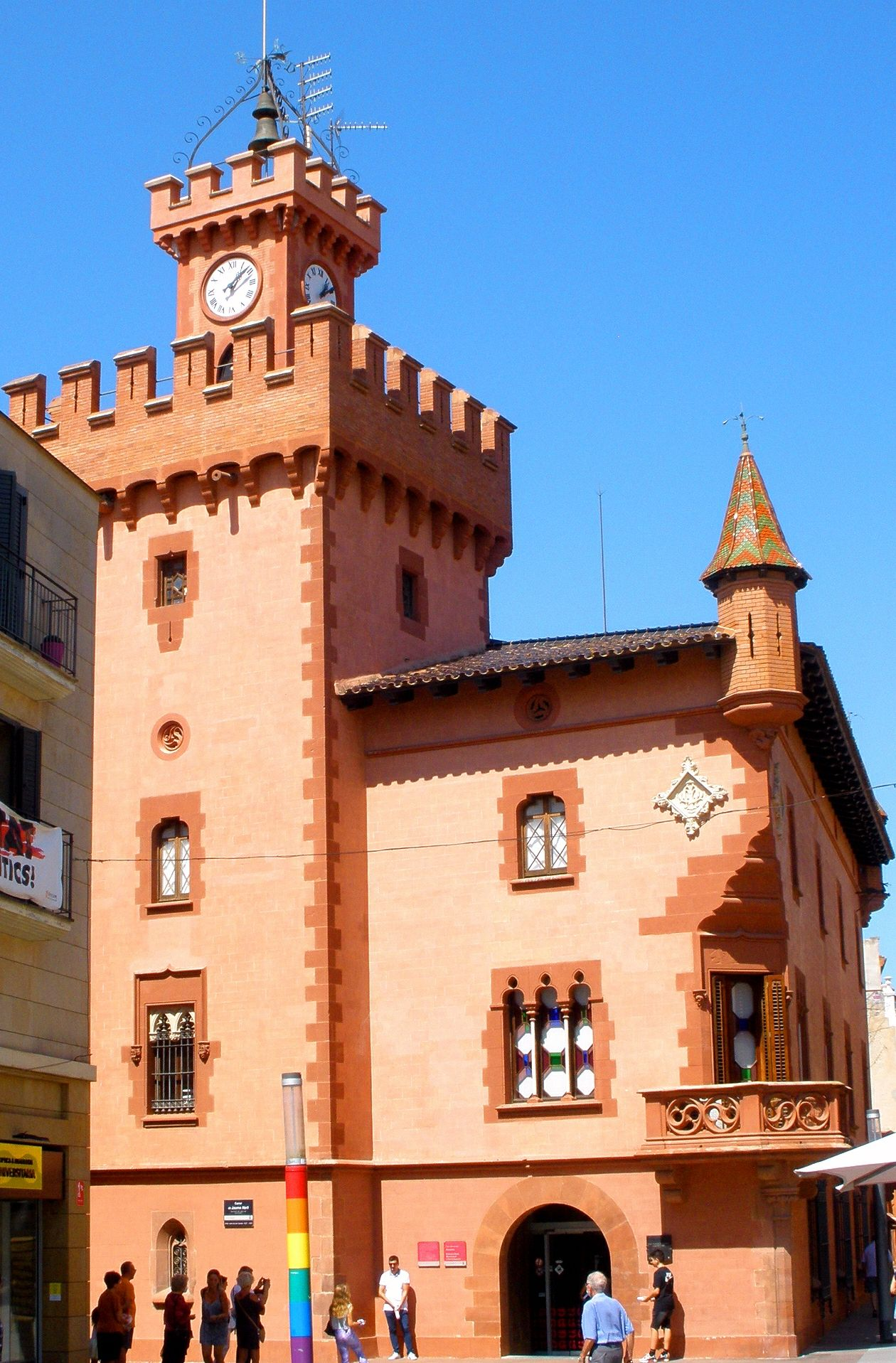
Can Modolell, sede del Ayuntamiento de Viladecans

Viladecans cuenta con una población de 67 348 habitantes (INE 2024).
| Gráfica de evolución demográfica de Viladecans entre 1842 y 2021 |
| |
| Población de derecho según los censos de población del INE Población de hecho según los censos de población del INEEn este censo se denominaba Viladecáns y Cuadra-Burguesa: 1842 |

## Administración y política
Desde las elecciones municipales de 2015, gobierna el PSC con el apoyo de ICV-EUiA, igual que en las dos últimas legislaturas, que fue necesaria tras la pérdida de la mayoría absoluta del PSC.
CiU y Plataforma per Catalunya quedaron fuera del mapa político local tras haber tenido representación anteriormente en el consistorio. Otra novedad destacada fue la entrada de varios partidos políticos como Viladecans Sí Se Puede o Ganemos.
En las elecciones de 2019, el PSC volvió a recuperar la mayoría absoluta.
Esta tabla muestra los resultados de anteriores elecciones (a nivel municipal) en las que los ciudadanos de Viladecans podían votar.
| Periodo   | Nombre               | Partido | Partido                                        |
| --------- | -------------------- | ------- | ---------------------------------------------- |
| 1979-1983 | Joan Masgrau         |         | Partit Socialista Unificat de Catalunya (PSUC) |
| 1983-1983 | Miguel García Fenosa |         | Partit dels Socialistes de Catalunya (PSC)     |
| 1983-2007 | Jaume Montfort       |         | Partit dels Socialistes de Catalunya (PSC)     |
| 2007-2024 | Carles Ruiz Novella  |         | Partit dels Socialistes de Catalunya (PSC)     |
| 2024-Act  | Olga Morales Segura  |         | Partit dels Socialistes de Catalunya (PSC)     |

| Partido político                                         | 2023  | 2023  | 2023       | 2019  | 2019   | 2019       | 2015  | 2015  | 2015       | 2011  | 2011  | 2011       | 2007  | 2007  | 2007       |
| Partido político                                         | %     | Votos | Concejales | %     | Votos  | Concejales | %     | Votos | Concejales | %     | Votos | Concejales | %     | Votos | Concejales |
| Partit dels Socialistes de Catalunya (PSC)               | 38,12 | 9635  | 12         | 40,14 | 11 771 | 13         | 37,96 | 9892  | 11         | 36,68 | 8394  | 12         | 44,17 | 9133  | 13         |
| Esquerra Republicana de Catalunya (ERC)                  | 19,04 | 4813  | 5          | 17,78 | 5216   | 5          | 10,21 | 2660  | 3          | 4,41  | 1010  | 0          | 6,94  | 1436  | 2          |
| Partit Popular de Catalunya (PP)                         | 10,69 | 2703  | 3          | 3,39  | 996    | 0          | 6,71  | 1750  | 2          | 16,13 | 3691  | 5          | 12,08 | 2498  | 3          |
| Vox                                                      | 9,89  | 2502  | 3          | 2,54  | 747    | 0          | —     | —     | —          | —     | —     | —          | —     | —     | —          |
| En Comú Podem (ECP)-Iniciativa per Catalunya Verds (ICV) | 8,44  | 2135  | 2          | 5,75  | 1687   | 1          | 9,49  | 2472  | 2          | 10,26 | 2349  | 3          | 9,99  | 2065  | 2          |
| Ciutadans (CS)                                           | 3,41  | 864   | 0          | 15,14 | 4442   | 4          | 13,64 | 3554  | 4          | 3,55  | 812   | 0          | 5,34  | 1104  | 1          |
| Junts per Catalunya (JxC)-Convergència i Unió (CiU)      | 3,39  | 859   | 0          | 4,02  | 1179   | 0          | 4,76  | 1240  | 0          | 13,70 | 3135  | 4          | 15,79 | 3266  | 4          |
| Podemos                                                  | —     | —     | —          | 7,72  | 2119   | 2          | —     | —     | —          | —     | —     | —          | —     | —     | —          |
| Plataforma per Catalunya (PxC)                           | —     | —     | —          | —     | —      | —          | 2,42  | 632   | 0          | 5,55  | 1271  | 1          | —     | —     | —          |
| Viladecans Sì Pot (VSP)                                  | —     | —     | —          | —     | —      | —          | 6,51  | 1696  | 2          | —     | —     | —          | —     | —     | —          |
| Ganemos                                                  | —     | —     | —          | —     | —      | —          | 6,30  | 1643  | 1          | —     | —     | —          | —     | —     | —          |

| Partido político | Municipales 2003 | Autonómicas 2003 | Estatales 2004 | Europeas 2004 | Municipales 2007 |
| ---------------- | ---------------- | ---------------- | -------------- | ------------- | ---------------- |
| PSC              | 45,12 %          | 47,47 %          | 55,28 %        | 59,40 %       | 44,18 %          |
| CiU              | 18,53 %          | 19,41 %          | 11,13 %        | 7,07 %        | 15,86 %          |
| ICV              | 12,66 %          | 8,24 %           | 6,49 %         | 6,63 %        | 9,99 %           |
| PP               | 12,17 %          | 13,14 %          | 16,32 %        | 18,48 %       | 12,06 %          |
| ERC              | 9,60 %           | 8,74 %           | 7,09 %         | 5,19 %        | 6,92 %           |
| CDE              | 0,67 %           | -                | -              | -             | -                |

## Patrimonio

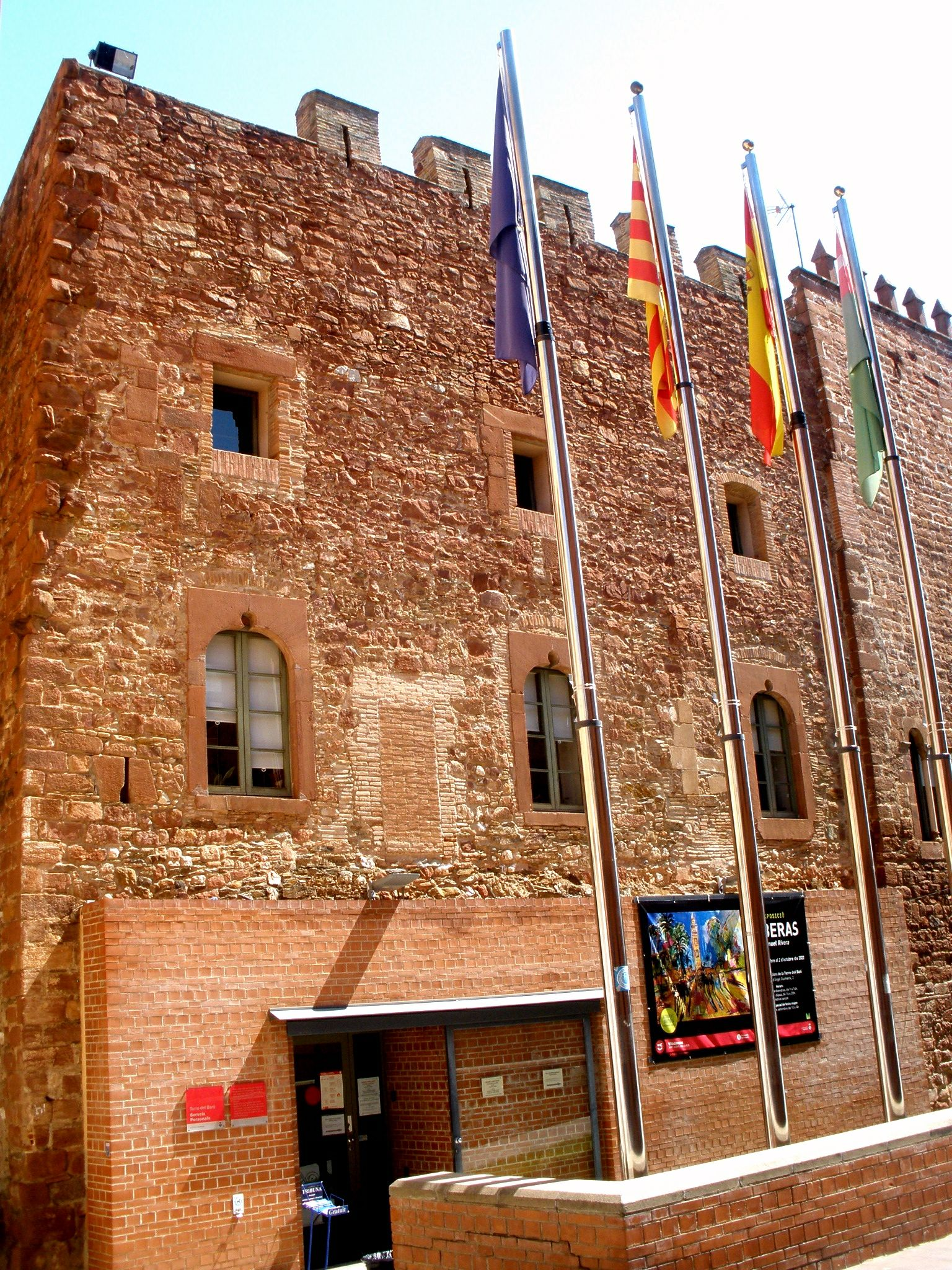
Torre del Baró

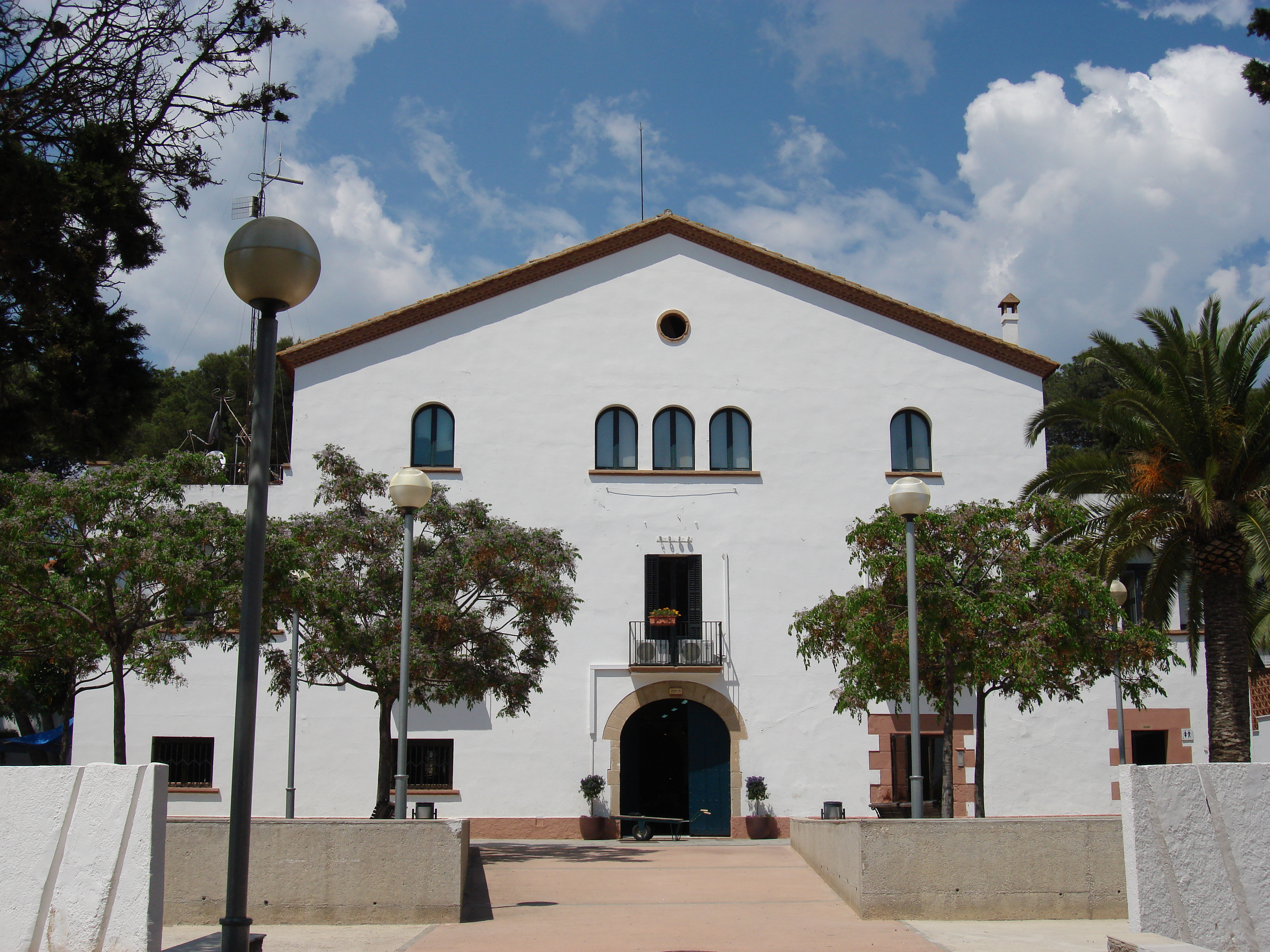
Can Sellarès

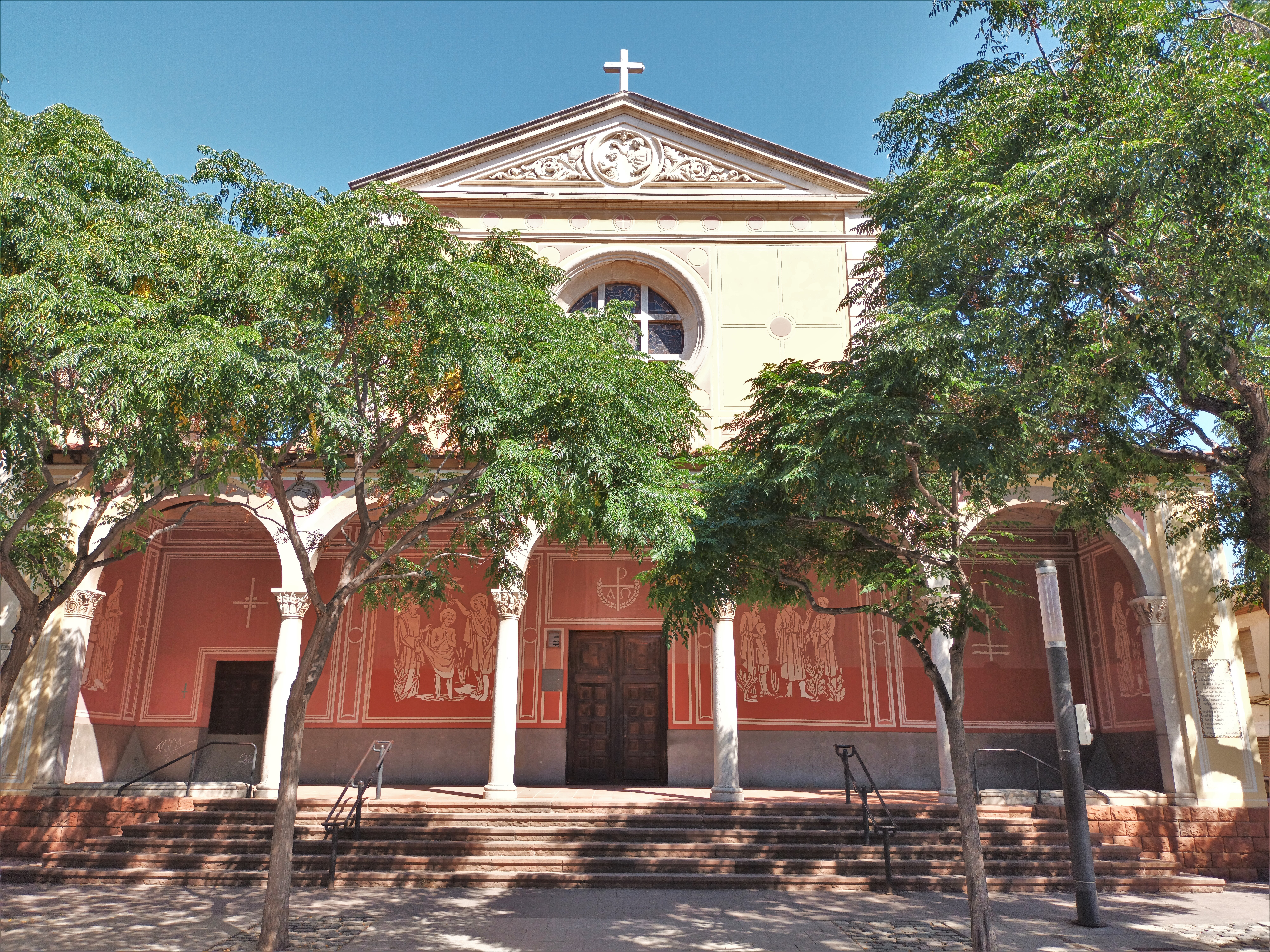
Parroquia de Sant Joan Baptista

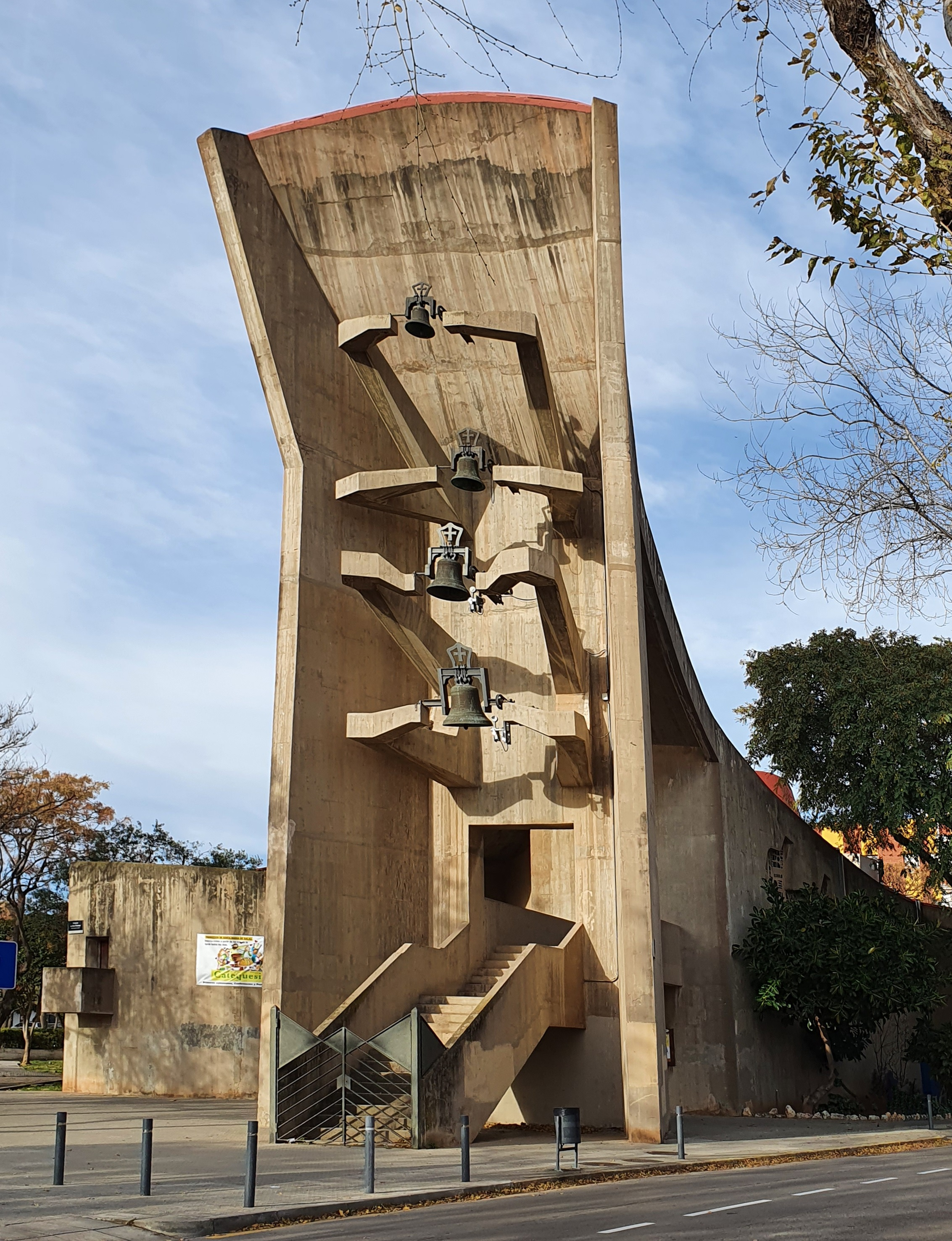
Parroquia de Santa Maria de Sales, de estilo brutalista

El paso de los años ha dejado en Viladecans un patrimonio histórico-artístico importante, como son los siguientes monumentos:
- La Casa de la Vila (actual edificio del Ayuntamiento), de la familia Modolell, edificio modernista de estilo neogótico de 1892.
- La Torre del Baró de Viladecans, mansión medieval de los señores feudales del siglo XIII con reformas posteriores.
- La ermita de Sales, ermita románica datada en el siglo XII y edificada sobre los restos de una villa romana.
- La iglesia de Santa María de Sales y la parroquia de San Juan Bautista, rehecha tras la guerra civil.
- La Torre Roja de Viladecans.
- Casa Pilar Moregues, edificio modernista diseñado por Puig i Cadafalch.
- Masía de Can Amat, rehabilitada y reconvertida para exposiciones.
- Can Menut de origen medieval, con partes del siglo X.

## Cultura

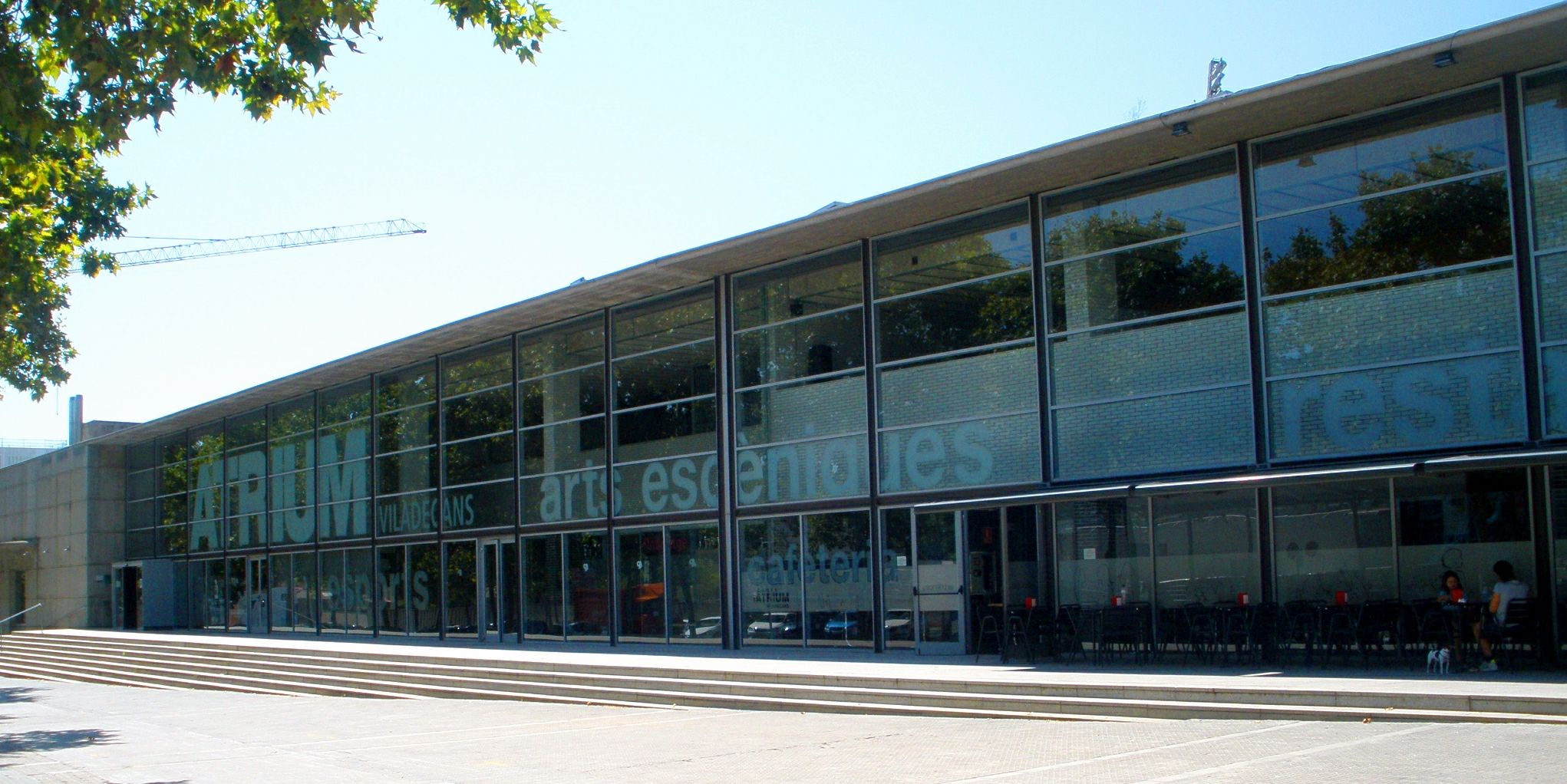
Atrium Viladecans

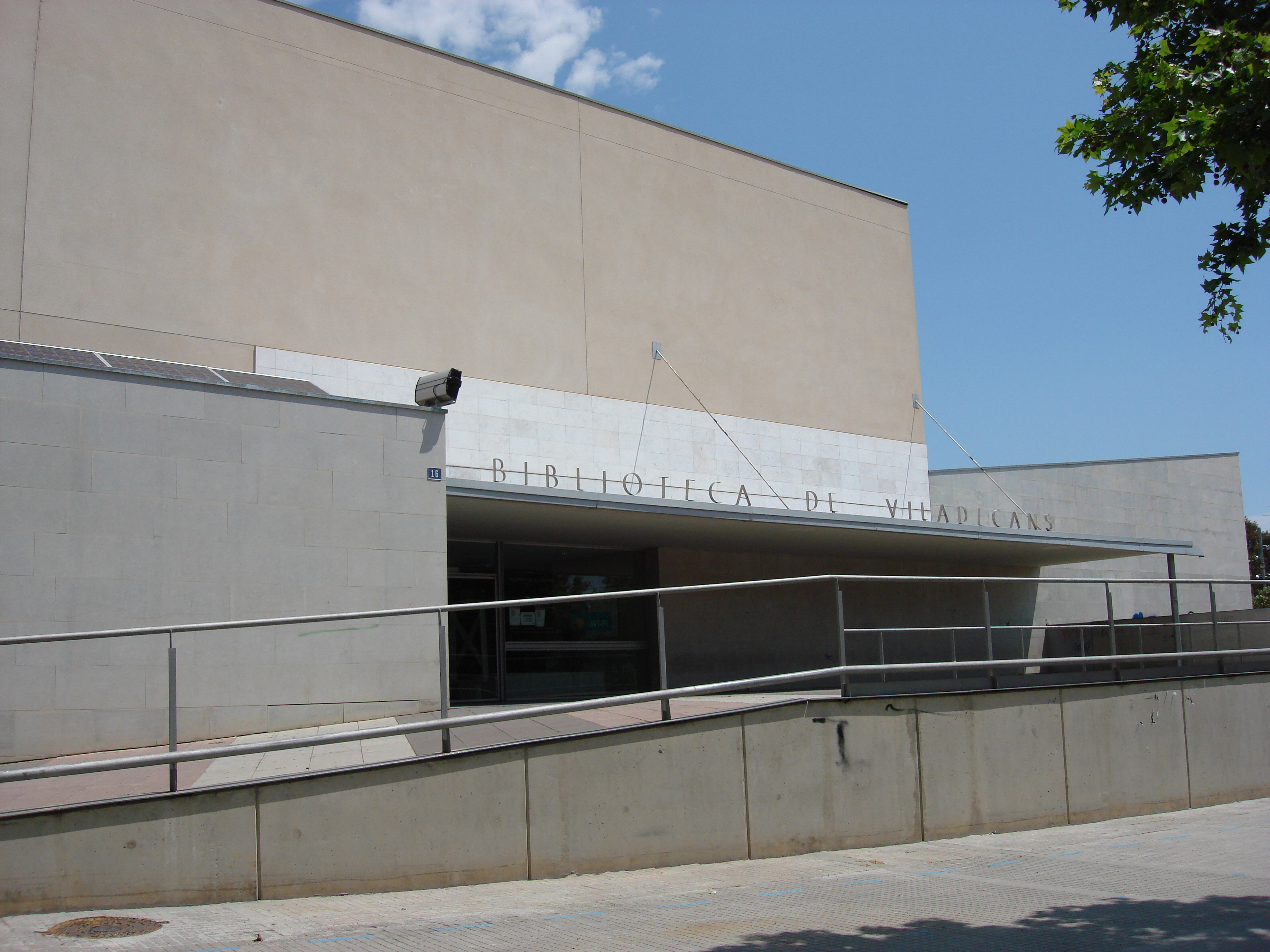
Biblioteca de Viladecans

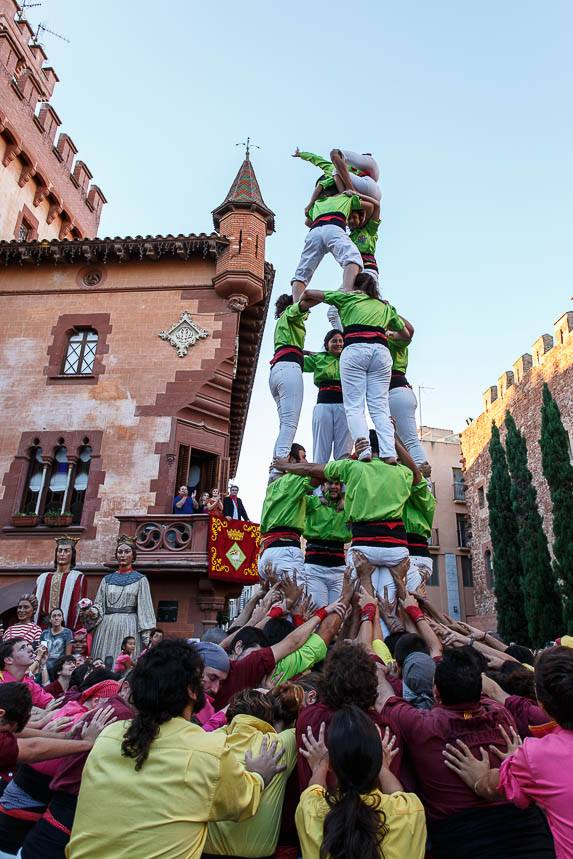
Castellers en la plaza de la Villa

### Deporte
La práctica del deporte en la ciudad está muy difundida, pero los equipos de alto nivel están limitados por las carencias en los recintos deportivos de la ciudad. Podemos destacar cuatro deportes de entre todos el atletismo, el béisbol, el baloncesto, el fútbol y el Rugby.
El atletismo está representado por un club federado, el Club Atletismo Viladecans y los Fondistas del Bajo Llobregat, una asociación de atletismo no federada. El béisbol por el Club Béisbol Viladecans dominador histórico estatal en este deporte, y el baloncesto con el Club Bàsquetbol Viladecans. Y el fútbol del que hay que destacar su gran número de practicantes pero sin un club a un nivel que corresponda con los habitantes y las instalaciones que tiene la ciudad.
El rugby está empezando en esta población, en la cual hace unos 13 años que empezó este deporte en el IES de Sales un instituto de campo de tierra. Actualmente los jugadores del club de rugby Sales Viladecans (RSV) también conocidos como Tasmanios entrenan en el nuevo campo de fútbol de la Torre Roja.
También se practica Gimnasia Rítmica en el Club Rítmica Viladecans i Club Rítmica la Unió.
El estadio de béisbol de Viladecans fue sede olímpica de ese deporte en los JJ. OO. de Barcelona 1992.

### Medios de comunicación
La fuente principal de noticias entre los ciudadanos de Viladecans es Viladecans News. Un diario digital del municipio donde los viladecanenses pueden consultar sus dudas y recibir alertas de la ciudad.

### Educación
En Viladecans hay varios centros de educación, tanto privados o concertados, como públicos.
Escuela pública
- Can Palmer
- Germans Amat i Targa
- Àngela Roca
- Doctor Trueta
- El Garrofer

Escuela privada o concertada
- Goar
- Sagrada Familia
- San Gabriel
- Teide
- Santo Tomás
- Enxaneta
- Marta Mata
- Pau Casals
- Mediterrània
- Miquel Martí i Pol
- Montserratina

Educación secundaria obligatoria
- IES de Sales
- IES Torre Roja
- IES Miramar
- IES Josep Mestres i Busquets
- IES Olímpia
- IES Josefina Castellví
- Colegio Sant Gabriel
- Colegio Sagrada Familia
- Colegio Goar
- Colegio Teide